# 1952年夏季奥林匹克运动会巴基斯坦代表团
1952年夏季奥林匹克运动会巴基斯坦代表团是巴基斯坦派出的1952年夏季奥林匹克运动会代表团。